# Halál a családban
A Batman: Halál a családban egy 1988–1989-es képregénytörténet, melynek írója Jim Starlin, rajzolója pedig Jim Aparo. A Halál a családban egyike a legismertebb és mára klasszikusnak számító Batman-történeteknek, melynek végkifejlete hosszútávú hatással volt a sorozat azt követő részeire. A történet központi szereplője Jason Todd, a második „csodafiú”, aki Batman társaként magára öltötte Robin álarcát.

## Cselekmény
|  | Alább a cselekmény részletei következnek! |

A Joker, miután sokadszorra megszökött az Arkhamból, cirkáló rakétákat akart eladni egy közel-keleti terrorszervezetnek. Ám terve kudarcba fulladt, mivel Batman és Robin megakadályozták. Mivel Jokernek tőkeinjekcióra volt szüksége, úgy döntött, hogy megzsarolja a helyi menekülttáborban dolgozó orvost, dr. Sheila Haywoodot (aki néhány illegális műtét részese volt), hogy térjen vissza Gothambe, és töltsön föl az ő Joker-mérgével életmentő orvosi műszereket. A helyzetet csak fokozta, hogy Haywood Jason Todd (a második Robin) régen eltűnt édesanyja volt. Megszegte Batman utasítását, hogy szemét tartsa a dolgokon, és elmondta édesanyjának, hogy ő Robin. Ám az anyja a titkot elárulta Jokernek, aki egy vasrúddal majdnem halálra verte a fiút. Őt és anyját egy raktárépületbe zárta egy bombával együtt. Jason utolsó, hősies tette az volt, hogy megpróbálta kimenekíteni anyját, ám nem sikerült, s a robbanásban mindketten odavesztek. Batman ekkor elhatározta, hogy egyszer és mindenkorra véget vet a macska-egér játéknak, és megöli Jokert, ám a bohócnak sikerült meglépnie. Egy olyan mániákus gyilkos, mint Joker azonban sohasem áll le, visszatért Gothambe, és folytatta munkáját. Végül Batman és Superman szövetkezve győzte le őt.